# FastCGI
FastCGI (en anglès interfície de porta comú ràpida) és un protocol estàndard per als servidors web que permet executar programes com si fossin aplicacions de consola (també coneguts com a línia d'ordres) que s'executen al servidor tot generant pàgines web de manera dinàmica. A diferència del CGI, el protocol SCGI té major velocitat (menor latència).

## Funcionalitat
- CGI crea un nou procés en el servidor web cada cop que hi ha una sol·licitud, la qual cosa fa perdre memòria i rapidesa.
- FastCGI, en canvi, crea procesos interns més senzills i des del punt de vista del servidor web només empra un procés.
- El administradors i programadors web creen un procés FastCGI per a cada llenguatge (mod_perl, mod_php, etc.).

## Servidors web que utilitzen FastCGI
- Apache HTTP Server 
  - Implementat per mod_fcgid. Aquest mòdul solia ser d'un tercer, però va ser lliurat a l'ASF com un servidor Apache HTTP el 2009, guiat per Chris Darroch. Només suporta UNIX sockets, no TCP sockets.
  - També s'empra nn mòdul d'un tercer mod_fastcgi. 
  - Multiplexat de sol·licituds a través d'una sola connexió està prohibit per Apache 1.x, per tant no està suportat
  - A Apache 2.4, mod_proxy_fcgi va ser afegit, suportant TCP FastCGI servers.
- Avuna HTTPD
- Caddy
- Cherokee
- Hiawatha
  - Suporta Loadbalancing FastCGI
  - Suporta chrooted FastCGI servers
- Jetty (web server)
- Kerio WebSTAR
- Lighttpd
- LiteSpeed Web Server
- Microsoft IIS
- Nginx
- NaviServer
- OpenBSD's httpd(8)
- Open Market Web Server
- Resin Application Server
- Roxen Web Server
- ShimmerCat web server.
- Sun Java System Web Server
- Zeus Web Server